# Lierneusvleermuis
De lierneusvleermuis (Lyroderma lyra) (Engels: Greater False-vampire) is een zoogdier uit de familie van de reuzenoorvleermuizen (Megadermatidae). De wetenschappelijke naam van de soort werd voor het eerst geldig gepubliceerd door É. Geoffroy in 1810.

## Beschrijving
De onderzijden van deze vleermuissoort zijn grijsbruin met een lange vacht. De onderzijden zijn bleker. Het dier heeft erg grote oren en een neus die aan de bovenkant een beetje lijkt op de vorm van een blad. Van kop tot romp wordt M.Lyra 6,5-9,5 cm groot en de voorarm lengte bedraagt 6,5-7,2 cm. Een staart heeft deze soort niet.

## Habitat en leefwijze
De lierneusvleermuis is gevonden in veel verschillende habitats; in dorre gebieden, vochtige bossen en kustregio's. Grote insecten, hagedisjes, kleine zoogdieren en vogels staan op het menu van de lierneusvleermuis. Deze soort leeft zowel in grotten als in door mens gemaakte constructies.
Niet zoals zijn Engelse naam overeenkomt, drinkt deze soort vleermuis geen bloed, integendeel tot de Amerikaanse vampiervleermuizen.

## Verspreiding
De Lierneusvleermuis komt voor in Cambodja, Laos, West-Maleisië, Myanmar, Thailand, Vietnam, Afghanistan, Bangladesh, China, India, Nepal, Pakistan en Sri Lanka.